# Língua badaga
A língua badaga (badaga: ಬಡಗ ಭಾಷೆ படக பாஷை; em canarês: ಬಡಗ ಭಾಷೆ, em tâmil: படுகு மொழி) é uma língua dravídica (tâmil-canaresa) falada por cerca de 400 mil pessoas na região dos montes Nilgiri da Índia meridional. É conhecida por suas vogais “coloridas em R” (róticas). A palavra badaga se aplica à língua e também ao povo homônimo que a fala.

## Fonologia
O badaga apresenta cinco vogais básicas /i e a o u/, as quais podem contrastar sendo meio ou totalmente retroflexivas, porém, apenas os dialetos mais antigos e tradicionais tenham todos os contrastes (entre faringeais e retroflexivas).

## Vocabulário
Para melhor entendimento da fonética badaga se apresentam Alguma palavras curtas.
| IPA      | Palavra       |
| -------- | ------------- |
| /noː/    | doença        |
| /pọː/    | cicatriz      |
| /mo˞e˞/  | brotar        |
| /a˞e˞/   | toca de tigre |
| /ha˞ːsu/ | espalhar      |
| /kạːʃu/  | remover       |
| /i˞ːụ/   | sete          |
| /hụːj/   | tamarindo     |
| /be˞ː/   | bracelete     |
| /bẹː/    | banana        |
| /huj/    | atacar        |
| /ụj/     | cinzel        |

Nota: O caráter rótico (ex.:g [i˞], [e˞]) indica meia-retroflexão ou faringeação; um ponto sob a letra (ex.: [ị], [ẹ]) indica reflexão total.

## Escrita
Houve tentativas para se criar uma ortografia para a língua a partir das línguas inglesa e canaresa.
Anandhan Raju, falante nativo do Badaga (nativo de Thangadu Oranaai e professor em Chamraj),, inventou em 2009 um novo alfabeto para língua com base no da língua tâmil. Trata-se de Abugida ou Alfassilabário – com 25 consoantes e 13 sons vogais e ditongos. O formato dos caracteres se baseiam em arcos encimados por pequenos círculos.